# 長右衛門
長右衛門（ちょうえもん、旧字体：長右衞門、生没年不詳）は、江戸時代の漂流民である。確実な記録に残っている中では、最初に小笠原諸島に上陸した日本人の一人である。
なお、本項の日付は（）内を除き、すべて旧暦で記している。

## 漂流の経緯

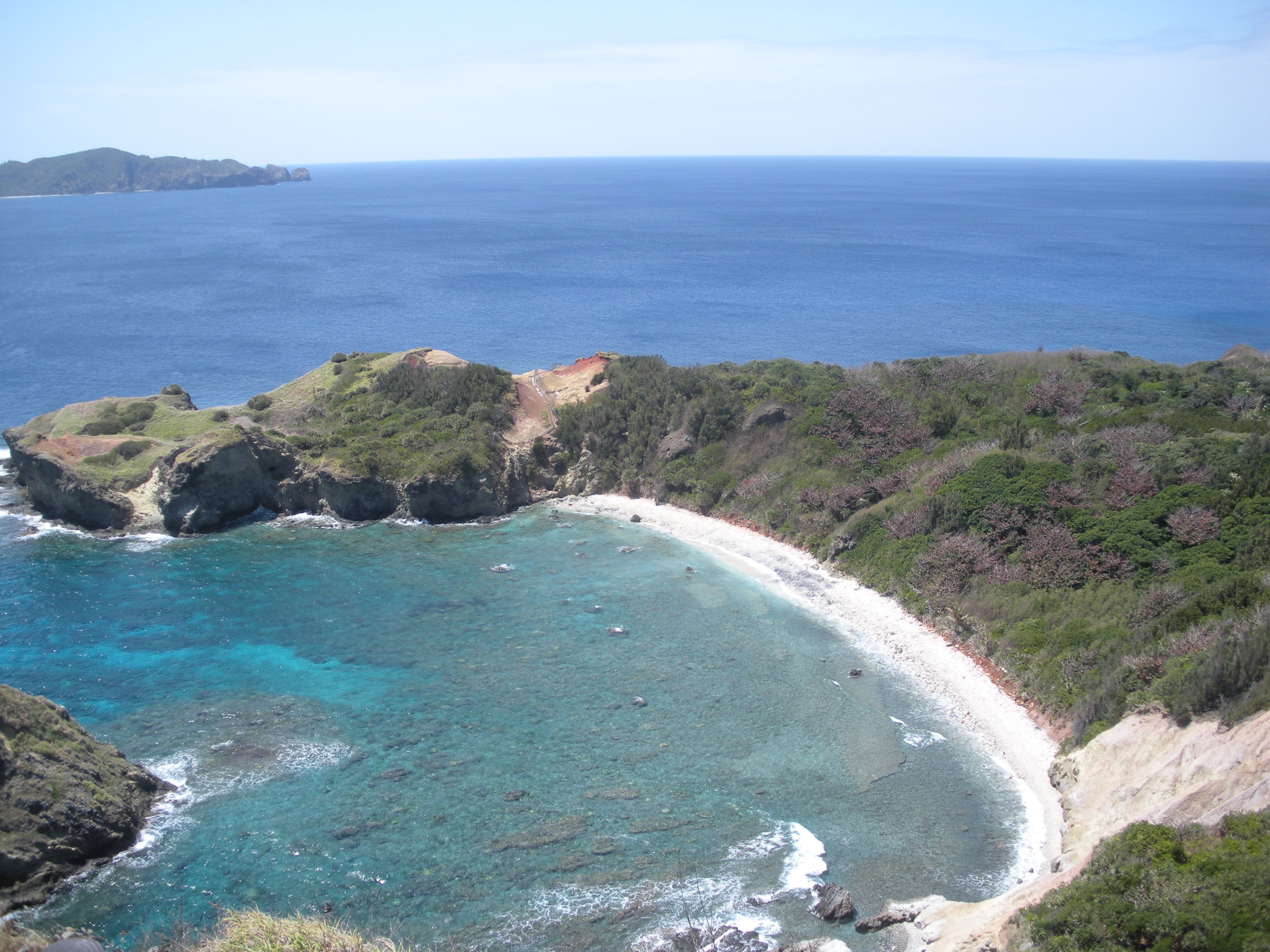
小笠原諸島母島

寛文9年（1669年）11月15日、長右衛門ら7人を乗せた船は紀伊国宮崎（現：和歌山県有田市宮崎）を出帆し江戸に向かった。この船は阿波国海部郡浅川浦（現：徳島県海部郡海陽町浅川）の船主勘左衛門の船であった。乗組員は7人で、船主の勘左衛門自身が船頭を務め、紀伊国藤代（現：和歌山県海南市藤白）出身の長右衛門は積荷のみかんの荷主としてこの船に乗っていた。
船は順調に航海を続け、潮岬を廻って志摩国安乗浦（現：三重県志摩市）に到着した。ここでしばらく日和待ちをした後に出帆したが、翌寛文10年1月6日（1670年1月27日）朝に遠州灘で遭難した。船は1月中は南東の方角に流されたが、その後は北東の風に吹かれて南西へと流された。その間、一行は10日程で持っていた米を食べ尽し、積荷のみかんや釣った魚を食べて飢えをしのいだ。
2月20日（4月9日）頃、一行は名も知らぬ島（母島）に流れ着き、伝馬船で上陸を試みた。島は無人島で、一行は水場にたどり着いて水を飲み、全員その場で眠ってしまうのだが、翌朝目覚めると船頭の勘左衛門は眠ったまま息を引き取っており、一行は6人となった。
残された6人は、ウミガメや鳥を潮煮にして食べたり、伝馬船で島を一周して島の様子を確認すると同時に、破損した船の廃材を使って新たな船を造ることを試みた。なお、島を一周する途中で6人は別の和船の残骸を拾っており、これを新たな船の船底に流用した。こうして6人は、およそ50日かけて、四反帆（幅約3mの帆）の船を造り上げることに成功した。
船が完成すると、6人は干した魚やウミガメの肉を俵に詰めて食糧の準備をし、とある朝、北西に見える島（父島）に向かって出帆、その日の夜に到着した。6人は父島に6日ほど留まったのち、南風を受けて出帆すると、翌朝にまた別の島（聟島列島）に着いた。この島では2日程滞在した後、6人は北西に向かって出帆し、8日後に八丈島に無事到着することができた。上陸した6人は島民に話を聞くと、この日は4月25日（6月12日）であると判明した。
その後、6人は八丈島を5月5日に出帆し、5月7日の昼に伊豆国下田（現:静岡県下田市）に到着した。6人はすぐに下田奉行所に漂流の顚末を届け出た。

## 漂流の影響
この漂流事件は当時の江戸でも話題となり、5年後の延宝3年（1675年）4月に幕府はこの無人島に調査船富国寿丸を派遣した。島谷市左衛門を船頭とした32人の調査団は、4月5日に下田を出帆し、八丈島を経由して4月29日に父島に到着した。調査団は5月1日から6月6日までの36日間にわたって父島、母島などで地図の作成や緯度の測定などを行い、父島に祠を建てた。
これら一連の作業は、小笠原諸島に対する日本の先占権を訴えるにあたって国際的に有効であり、後に小笠原諸島の領有権が日英米で争われた際、この時の幕府による調査が小笠原諸島が日本領である根拠として挙げられた。

## 脚註
1. ↑  田中 p2
2. 1 2  田中 p4
3. ↑  田中 pp5-6
4. ↑  北東の誤りと思われる。田中 p6
5. 1 2  田中 pp6-7
6. ↑  田中 pp7-8
7. ↑  田中 p9